# Fantestein

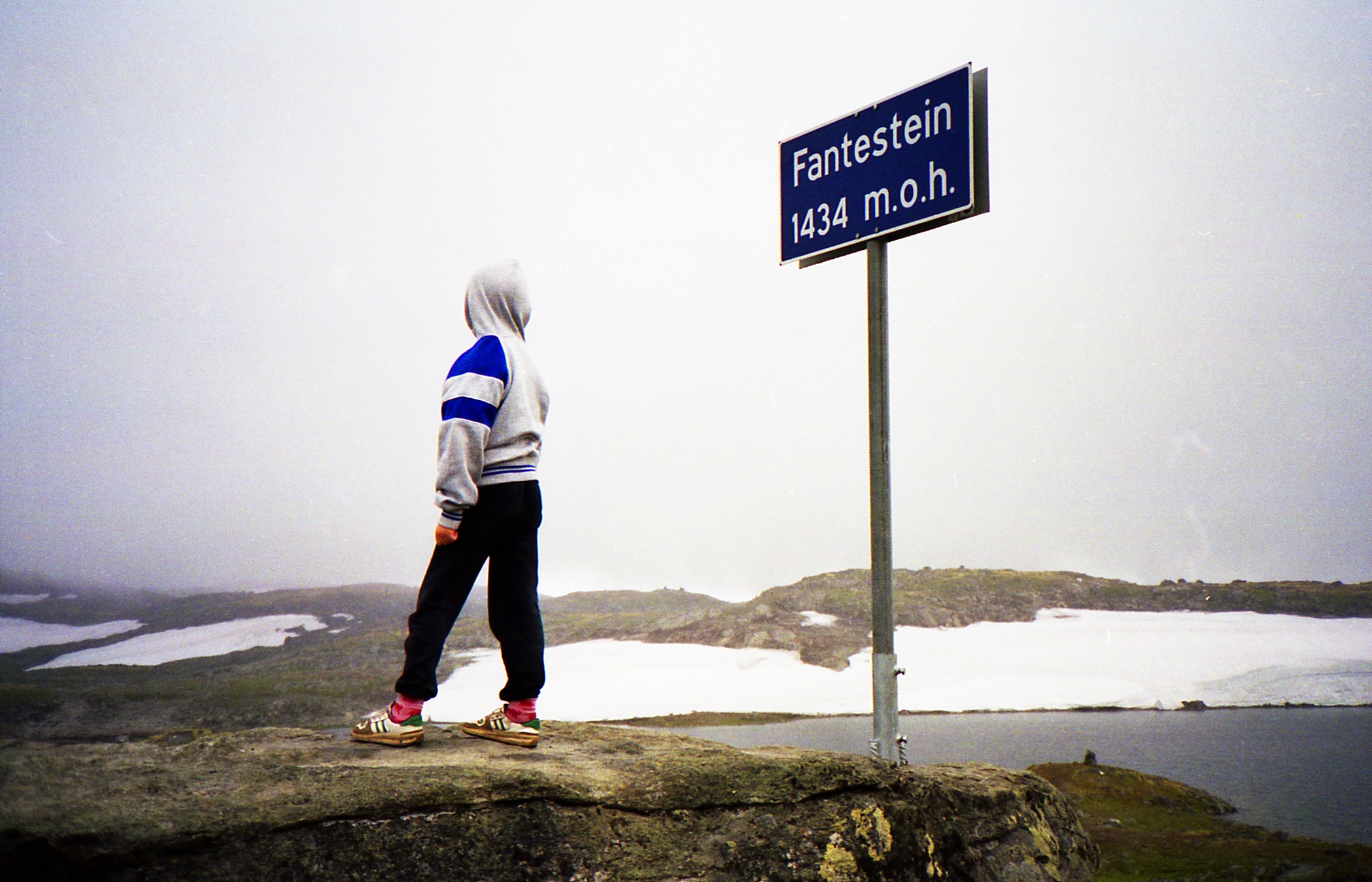
Przełęcz Fantestein

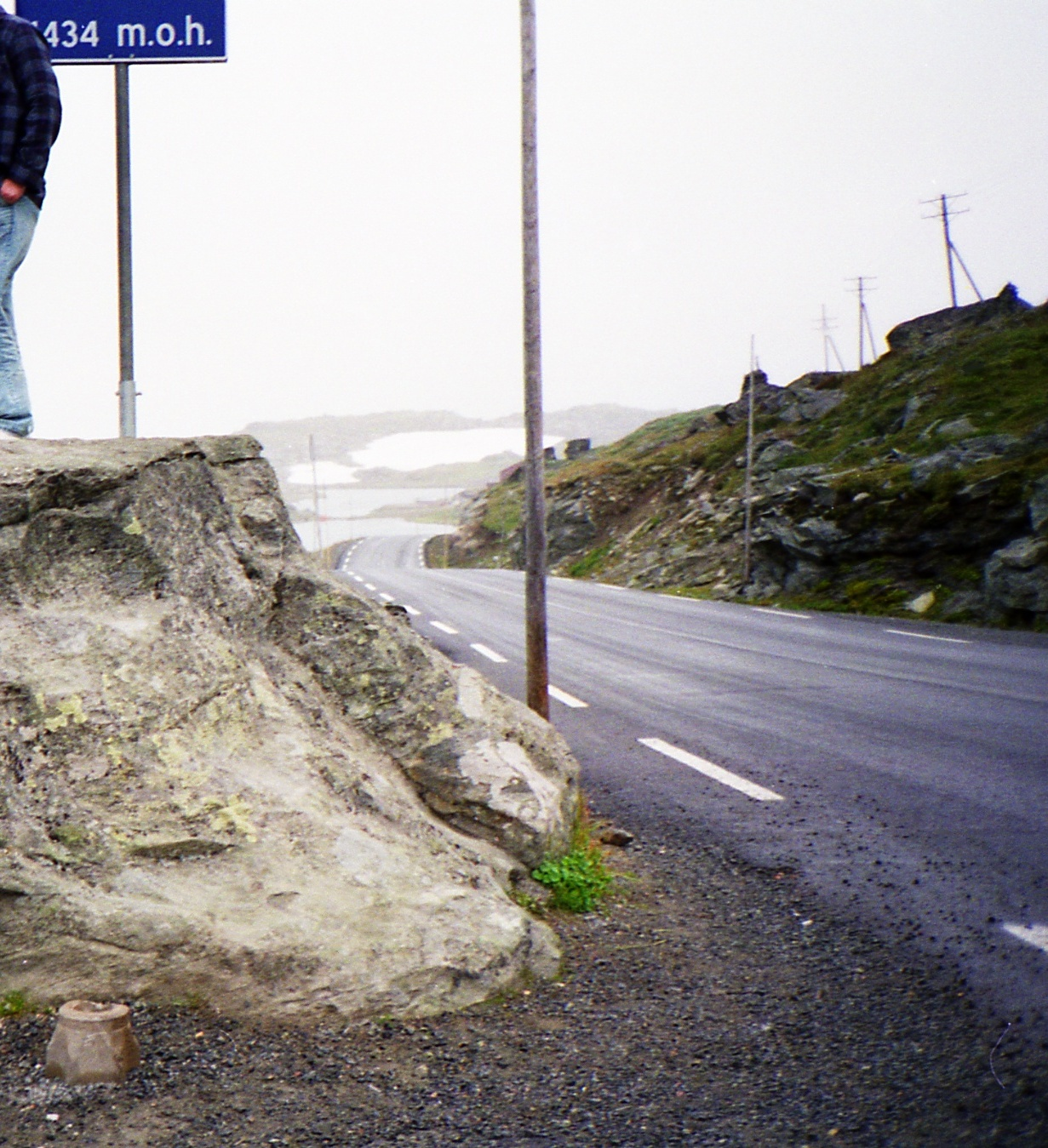
Droga 55

Fantestein – przełęcz w górach Jotunheimen w Norwegii, przez którą przebiega najwyżej położona droga państwowa (droga nr 55 – Sognefjellet), osiągając na przełęczy wysokość 1434 m n.p.m. Przełęcz znajduje się na terytorium gminy Lom w okręgu Oppland w środkowej Norwegii.
Śnieg można spotkać w okolicach przełęczy Fantestein tuż przy drodze nawet w najcieplejsze miesiące lata – w lipcu i sierpniu. Zimą droga w rejonie przełęczy jest zamknięta od listopada aż do końca kwietnia.
Przy przełęczy, na południe od drogi 55, znajdują się niewielkie jeziorka: Fantesteinsvatnet i Tussevatnet, a nieco dalej (ok. dwóch kilometrów) na południowy zachód – liczące ok. 4,12 km² jezioro Prestesteinvatnet.